# Dembo Konte
Dembo Konte (* 1942 in Banjul; † 14. Januar 2014) war ein Musiker und Jeli (Griot) aus Gambia.

## Leben
Konte spielte auf dem westafrikanischen Instrument Kora, einer 21-saitigen Stegharfe. Er war der Sohn von Alhaji Bai Konte und spielte seit 1987 im Duett mit dem Senegalesen Kansu Kouyaté und ging als Duo „Konte & Kuyateh“ auf Tournee durch das Vereinigte Königreich.

## Diskografie
- 1984: Baa Toto
- 1990: Jaliya
- 1990: Jali Roll als Konte & Kuyateh
- 1995: Jaliology als Konte & Kuyateh
- 1998: Kairaba Jabi